# Sawjalicha
Sawjalicha (russisch Завьялиха) ist ein Skigebiet im südlichen Ural in der Oblast Tscheljabinsk in Russland. Sawjalicha befindet sich etwa auf halbem Weg zwischen den Metropolen Tscheljabinsk und Ufa rund 12 km südwestlich der „geschlossenen Stadt“ Trjochgorny an den Hängen des gleichnamigen Berges. 
Das Skigebiet wurde Ende der 1990er Jahre nach dem Vorbild westlicher Skiorte in Betrieb genommen und wird seitdem beständig ausgebaut. Skisaison ist für gewöhnlich von Ende November bis Mitte April. Es existieren 10 Skipisten mit bis zu 3 km Länge, ein sechssitziger Sessellift österreichischer Produktion, Langlaufloipen, mehrere Skilifte, spezielle Angebote für Snowboarder und eine Anlage zur künstlichen Beschneiung. 

## Verkehrsanbindung
Sawjalicha befindet sich 15 Kilometer entfernt von der Magistrale M5, der wichtigsten Fernstraßenverbindung von Moskau ostwärts über den Ural bis nach Sibirien und russisch Fernost. Zum nächsten Bahnhof (20 km entfernt), in die umliegenden Kleinstädte und nach Tscheljabinsk existieren ab Sawjalicha regelmäßig verkehrende Buslinien. Für Reisegruppe besteht zu den beiden nächsten Flughäfen (Ufa, Tscheljabinsk) ein Shuttleservice.